# Историја архитектуре
Историја архитектуре обухвата техничке, функционалне и естетске фазе развоја кроз историјске епохе од почетка развоја људског друштва до данас. Најстарији текст о тој грани људске дјелатности јест De Architectura латинског аутора Vitruvija, који каже да се архитектура заснива на складу и равнотежи три начела: лепоте (Venustas), чврстине (Firmitas) и корисности (Utilitas). Гране архитектуре су грађанска, религиозна, поморска, војна, и пејзажна архитектура.

## Праисторијска архитектура
- Архитектура праисторије, види још Праисторијска уметност
  - Неолитска архитектура
  - Архитектура бронзаног доба
  - Архитектура гвозденог доба

### Палеолит
Људи и њихови преци су стварали различите врсте склоништа најмање стотинама хиљада година, а изградња склоништа је потенцијално била присутна у раној еволуцији хоминина. Сви велики човеколики мајмуни ће изградити гнезда за спавање, иако на различитим фреквенцијама и степену сложености. Шимпанзе редовно праве гнезда од снопова грана исплетених заједно; они се разликују у зависности од времена (гнезда имају дебљу подлогу када је хладно и граде се са већим, јачим ослонцима по ветровитом или влажном времену). Орангутани тренутно праве најсложенија гнезда од свих нељудских мајмуна.
Тврдило се да су праксе изградње гнезда биле кључне за еволуцију људске креативности и вештине изградње и то више него употреба алата, пошто су хоминини постали обавезни да граде гнезда не само у јединствено прилагођеним околностима већ и као облици сигнализације. Задржавање арбореалних карактеристика као што су руке које се могу ухватити за стручну изградњу гнезда и склоништа такође би користило раним хомининима у непредвидивим окружењима и променљивим климама. Многи хоминини, посебно они најранији као што су Ardipithecus и Australopithecus можда су изабрали да граде гнезда на дрвећу, где је то било могуће. Развој концепта куће-базе пре 2 милиона година је такође могао да подстакне еволуцију изградње склоништа или заштићених скровишта. Без обзира на сложеност изградње гнезда, рани хоминини су можда још увек спавали на мање или више „отвореном“, осим ако им није пружена прилика за склањање у окапине. Ова склоништа могу се користити онаква каква јесу са мало више измена од гнезда и огњишта, или у случају успостављених база — посебно међу каснијим хомининима — могу се персонализовати помоћу уметности на стенама (у случају Ласкоа) или других врста естетике структуре (у случају пећине Бруникуел међу неандерталцима) У случајевима спавања на отвореном тлу, холандски етолог Адриаан Кортландт је једном изнео тезу да су хоминини могли изградити привремене ограде од бодљикавог жбуња како би одвратили предаторе, што је објаснио помоћу тестова који показују да лавови како не воле храну ако су близу трновитих грана.
Археолози са Универзитета Меији у Токију су 2000. године тврдили да су пронашли 2 петоугла рупе за стубове на падини у близини села Чичибу, тумачећи то као две колибе старе око 500.000 година и које је изградио Homo erectus. Тренутно, најраније потврђене наменске структуре налазе се у Француској на локацији Тера Амата, заједно са најранијим доказима о вештачкој ватри, оковирно пре 400.000 година. У близини Вади Халфе, Судан, локација Аркин 8 садржи кругове од пешчара старе 100.000 година који су вероватно били сидрени камен за шаторе. У источном Јордану, ознаке рупа у земљишту сведоче о кућама направљеним од стубова и сламнате четке пре око 20.000 година. У областима где је кост — посебно кост мамута — одржив материјал, докази о структурама се много лакше чувају, као што су настамбе од костију мамута у култури Мал'та-Бурет пре 24–15.000 година и у Межиричу (данашња Украјина) пре 15.000 година. Горњи палеолит уопштено карактерише експанзија и културни раст раног савременог човека (као и културни раст неандерталаца, упркос њиховом постојаном изумирању у овом тренутку), и иако нам тренутно недостају подаци за места становања изграђене пре овог времена, настамбе ове ере почињу чешће да показују присутностт естетске модификације, као на пример у Межиричу где су уклесане мамутске кљове можда формирале „фасаду“ стана.

### Неолитска архитектура
Архитектонски напредак је важан део неолита (10.000-2000. п. н. е.), током којег су се догодиле неке од главних иновација људске историје. Припитомљавање биљака и животиња, на пример, довело је до нове економије и нове врсте односа између људи и света, повећања величине и трајности заједнице, масовног развоја материјалне културе и нових друштвених и ритуалних решења која омогућавају људима да живе заједно у овим заједницама.
Иако су откривена многа настамба свих праисторијских периода, као и неки глинени модели станова који омогућавају стварање верних реконструкција, ретко су садржали елементе који би их могли довести у везу са уметношћу. Неке изузетке чине зидни украси и налази који се подједнако односе на неолитске и халколитске обреде и уметност.
Неолитска архитектура је архитектура неолитског периода. Иако су откривена многа станишта из свих праисторијских периода и више верних реконструкција је направљено, она ретко садрже елементе који се могу повезати са уметношћу. Неки од изузетака су зидне декорације.
На југу и југозападу Азије, неолитске културе су се појавиле након 10.000. п. н. е., иницијално на Леванту (прекерамички неолит А и прекерамички неолит Б) и одатле су се рашириле источно и западно. Постојале су ране неолитске културе у југоисточној Анатолији, Сирији и Ираку до 8000. п. н. е., а друштва која су производила храну су се први пут појавила у југоисточној Европи до 7000. п. н. е., и централној Европи до око 5500. п. н. е. (међу којима најранији примери култура обухватају старчевачко-короску културу, линеарнотракасту керамику, и винчанску културу).
Неолитска насеља и градови су:
- Гобекли Тепе у Турској, ца. 9.000  пре нове ере
- Јерихон у Палестини, неолит од око 8.350  пре нове ере, настао из раније епипалеолитске натуфијске културе
- Невали Цори у Турској, ца. 8.000  пре нове ере
- Чатал Хојук у Турској, 7.500 година пре нове ере
- Мергар у Пакистану, 7.000 година пре нове ере
- Херксхајм у Немачкој, 5.300 пре нове ере
- Кнап од Хауара и Скара Бре, Оркнијска острва, Шкотска, од 3.500 пре нове ере
- Преко 3.000 насеља Кукутенско-Трипољске културе, од којих су нека бројала и до 15.000 становника, цветала су у данашњој Румунији, Молдавији и Украјини од 5.400 до 2.800 година пре нове ере.  - Гобекли Тепе (Турска), око 9500-8000 пре нове ере
  - Гозеков круг,Немачка, 4900 пре нове ере
  - Реконструисана дрвена кућа (Хемуду,Кина), 5000-4500 пре нове ере[23]
  - Скара Брае (Шкотскска), 3200-2200 пре нове ере[24]
  - Декорисани камен,Невгранге (Ирска), 3200-3100 пре нове ере

## Архитектура старог века

### Ране високе културе
- Египатска архитектура, види још Египатска уметност
- Месопотамска архитектура, види још Месопотамска уметност
- Персијска архитектура
- Еегејска архитектура, види још Егејска уметност
- Етрурска архитектура, види још Етрурска уметност

### Древна Месопотамија
Древна Месопотамија је најпознатија по својој изградњи грађевина од цигле од блата и изградњи зигурата, који заузимају истакнуто место у сваком граду и састоје се од вештачке хумке, често уздижући се у огромним степеницима, којима доминира храм. Хумке су без сумње грађене да би се уздигао храм на надвишујући положај у иначе равној долини реке. Велики град Урук имао је низ религијских округа, који су садржали много храмова већих и амбициознијих од било које зграде раније познате.
Реч зигурат је скраћени облик акадске речи ziqqurratum, назвиа који се давао чврстим степенастим кулама од блатне опеке. Реч потиче од глагола zaqaru, („бити високо”). Зграде су описане да имају изглед планина које повезују Земљу и небо. Велики зигурат Ура, који је ескавирао Леонард Вули, има у основи 64 до 46 метара, а првотно је био висине од око 12 метара, са три етаже. Саграђен је под Ур-Намуом (око 2100. п. н. е.), а обновљен је под Набонидусом (555–539. п. н. е.), кад му је повећана висина, вероватно до севен етажа.
Асирске палате имале су велики јавни двор са комплетом станова на источној страни и низом великих дворана за банкете на јужној страни. Ово је постао традиционални план асирских палата, саграђених и украшених за прослављање краља. Огромне количине комада намештаја од слоноваче пронађене су у појединим палатама.
- Велики зигурат Ура, приближно 21. век пне, Тел ел-Мукајар (покрајина Ди Кар, Ирак)
- Илустрација хола у асирској палати Ашурнасрирпала II, рад Остина Хенрија Лерда (1854)
- Реконструкција Иштарске капије у Пергамском музеју (Берлин, Немачка)
- Асирски рељефи из плате Саргона II у Дур-Шарукину, 721-705. п. н. е., музеј Оријенталног института (Чикаго, САД)

### Архитектура античке Грчке
Од појаве класичног доба у Атини, у 5. веку пре нове ере, класични начин градње је део западњачког разумевања архитектуре и, заправо, саме цивилизације. Од око 850. п. н. е. до око 300. године нове ере, древна грчка култура и уметност је цветала на грчком копну, на Пелопонезу и на егејским острвима. Међутим, античка грчка архитектура је најпознатија по својим храмовима, од којих се многи налазе широм региона, а Партенон је одличан пример за то. Касније ће послужити као инспирација за неокласичне архитекте током касног 18. и 19. века. Најпознатији храмови су Партенон и Ерехтејон, оба на Атинском Акропољу . Друга врста важних старогрчких грађевина била су позоришта. И храмови и позоришта користили су сложену мешавину оптичких илузија и уравнотежених односа.
Древни грчки храмови се обично састоје од основе са непрекидним степеницама од неколико степеница на свакој ивици (познатих као црепидома ), ћеле (или наоса ) са култном статуом у њој, стубова, антаблатуре и два фронтона, један на предњој страни. бочно и још једно позади. До 4. века пре нове ере, грчке архитекте и клесари су развили систем правила за све грађевине познате као редови : дорски, јонски и коринтски. Најлакше их је препознати по колонама (нарочито по капителима). Дорски стуб је чврст и базичан, јонски је тањи и има четири волуте на угловима капитела, а коринтски стуб је исто као и јонски, али је капител потпуно другачији, украшен акантусом. листова и четири свитка. Поред стубова, фриз се разликовао по редоследу.
Поред стубова, храмови су били богато украшени скулптурама, у фронтовима, на фризовима, метопама и триглифима. Орнаменти које су користили старогрчки архитекти и уметници укључују палмете, биљне или таласасте свитке, лавље маскароне (углавном на бочним венцима), зубе, лишће акантуса, букраније, фестооне, јаје и стрелицу, раис-де-цœур, меандри и акротерије на угловима фронтона. Прилично често се древни грчки орнаменти користе континуирано у низу, као траке. Касније ће се користити у етрурским, римским и пост-средњовековним стиловима који су покушавали да оживе грчко-римску уметност и архитектуру, попут ренесансе, барока, неокласицизму итд.
Посматрајући археолошке остатке античких и средњовековних грађевина, лако их је уочити као кречњак и бетон у сиво-таупе тону и претпоставити да су античке грађевине биле монохроматске. Међутим, архитектура је била полихромирана у великом делу античког и средњовековног света. Једна од најпознатијих античких грађевина, Партенон ( око 447–432. п. н. е.) у Атини, имала је детаље обојене живописним црвеним, плавим и зеленим бојама. Осим древних храмова, средњовековне катедрале никада нису биле потпуно беле. Већина је имала обојене истакнуте елементе на капителима и стубовима. Ова пракса бојења зграда и уметничких дела напуштена је током ране ренесансе. То је зато што су Леонардо да Винчи и други ренесансни уметници, укључујући Микеланђела, промовисали палету боја инспирисану древним грчко-римским рушевинама, које су због занемаривања и сталног пропадања током средњег века постале беле иако су првобитно биле шарене. Пигменти коришћени у древном свету били су деликатни и посебно подложни временским утицајима. Без неопходне неге, боје изложене киши, снегу, прљавштини и другим факторима, временом су нестале, па су тако античке грађевине и уметничка дела постајале беле, какве су данас и биле су током ренесансе.

### Римска архитектура
Архитектура старог Рима била је једна од најутицајнијих на свету. Наслеђе римске архитектуре је широко присутно током средњовековног и раног модерног периода, а римске зграде настављају да се поново користе у модерној ери иу новој класичној и постмодерној архитектури. На њега су посебно утицали грчки и етрурски стилови. Низ типова храмова развијен је током периода римске републике  (509–27. п. н. е.), модификованих од грчких и етрурских прототипова.

Као и Грци, и Римљани су градили амфитеатре. Највећи амфитеатар икада изграђен, Колосеум у Риму, могао је да прими око 50.000 гледалаца. Још једна култна римска структура која показује њихову прецизност и технолошки напредак је Понт ду Гард у јужној Француској, највиши преживели римски аквадукт.

## Архитектура средњег века
Преживели примери средњовековне секуларне архитектуре углавном су служили за одбрану у разним деловима Европе. Дворци и утврђени зидови представљају најзначајније преостале примере средњовековне архитектуре, поред верских објеката. У овом периоду на овим просторима почињу да се појављују нови типови грађанских, војних, као и верских објеката нових стилова.
- Прероманска архитектура, види још Средњовековна уметност
  - Ранохришћанска архитектура, види још Рана хришћанска уметност
  - Архитектура Меровинга, види Меровинска уметност
  - Архитектура Каролиншке ренесансе, види још Каролиншка ренесанса
  - Астуријска архитектура (Шпанија)
  - Архитектура Шпаније после долазка Арабљана
- Романска архитектура, види још Романика
  - Ранороманска архитектура
    - Отонска архитектура, види још Отонска уметност

  - Архитектура високе Романике
  - Архитектура позне романике
- Готска архитектура, види још Готика
  - Раноготичка архитектура
  - Архитектура високе готике
  - Архитектура позне готике, види још Ренесанса на северу Европе

### Византијска архитектура
Византијске архитекте су градиле градске зидине, палате, хиподроме, мостове, аквадукте и цркве. Изградили су многе типове цркава, укључујући и базилику (најраспрострањенији тип и ону која је достигла највећи развој). После раног периода, најчешћи распоред је био крстокуполна црква са пет купола. Овај архитектонски модел је такође примењиван у Москви, Новгороду или Кијеву, као и у Румунији, Бугарској, Србији, Северној Македонији и Албанији . Кроз модификације и прилагођавања локалног надахнућа, византијски стил ће се користити као главни извор инспирације за архитектонске стилове у свим православним земљама. На пример, у Румунији, Бранковански стилц је у великој мери заснован на византијској архитектури, али има и индивидуалне румунске карактеристике.
Као што је Партенон најпознатија грађевина старогрчке архитектуре, Аја Софија је симбол православног хришћанства. У грчким и римским храмовима, спољашњост је била најважнији део храма, где су се приносиле жртве; унутрашњост, где се чувала култна статуа божанства коме је храм подигнут, често је била ограничена за приступ широј јавности. Али хришћанске литургије се одржавају у унутрашњости цркава, византијски екстеријери обично имају мало украса или их уопште има.
Византијска архитектура је често карактерисала мермерне стубове, касетиране плафоне и раскошну декорацију, укључујући широку употребу мозаика са златном позадином. Грађевински материјал који су користили византијске архитекте више није био мермер, који су стари Грци веома ценили. За прозоре су користили углавном камен и циглу, а такође су употребљавали и танке алабастерне листове. Мозаици су коришћени за облагање зидова од цигле, и било које друге површине којој фреска не би одолела. Добри примери мозаика из протовизантијског доба су у Црква Светог Димитрија у Солуну (Грчка), Црква Сан Аполинаре Нуово и Базилика Светог Виталија, обе у Равени (Италија), и Аја Софији у Истанбулу.

### Исламска архитектура
Због обима исламских освајања, исламска архитектура обухвата широк спектар архитектонских стилова од настанка ислама (7. век) до данас. На рану исламску архитектуру утицала је римска, византијска, персијска, месопотамска архитектура и све друге земље које су рана муслиманска освајања освојила у 7. и 8. веку. Даље на исток, такође је био под утицајем кинеске и индијске архитектуре док се ислам ширио у југоисточну Азију. Ова широка и дуга историја довела је до многих локалних архитектонских стилова, укључујући и: омајадску, абасидску, персијску, маварску, фатимидску, мамелучку, османнску, индоисламску (посебно могулску), кинеско-исламску и сахелску архитектуру.
Карактеристичне структуре у исламској архитектури су џамије, медресе, гробнице, палате, купатила и тврђаве. Значајне врсте исламске верске архитектуре укључују хипостилне џамије, џамије и маузолеје са куполама, структуре са засвођеним иванима и медресе изграђене око централних дворишта. У секуларној архитектури, главни примери очуваних историјских палата су Алхамбра и палата Топкапи. Ислам не подстиче обожавање идола; стога архитектура има тенденцију да буде украшена арапском калиграфијом (укључујући стихове из Курана или другу поезију) и апстрактнијим мотивима као што су геометријскке шаре, мукарне и арабеске, за разлику од илустрација сцена и прича присутним у другим религијским грађевинама.

### Јерменска архитектура
Древни јерменски градови доживели су економски пад; само су Арташат и Тигранакерт су задржали значај. Повећао се значај градова Двин и Карин (Ерзурум). Изградња града Аршакавана од стране краља Велике Јерменије Аршака II није у потпуности довршена. Хришћанство је оживело нову архитектуру верских објеката, која је у почетку била потхрањена традицијама старе, античке архитектуре.
Цркве из периода 4-5. века су углавном базилике (Касак, 4.-5. век, Аштарак, 5. век, Ахц, 4. век, Јегвард, 5. век). Неке базилике јерменске архитектуре припадају такозваном „западном типу“ базиликалних цркава.

## Архитектура новог века

### Архитектура ренесансе
Током ренесансе, Италија се састојала од многих држава, а интензивно ривалство између њих довело је до повећања техничког и уметничког развоја. Породица Медичи, италијанска банкарска и политичка династија, позната је по финансијској подршци ренесансној уметности и архитектури.
Убрзо су у Фиренци изграђене велике зграде у новом стилу, попут Пацијеве капеле (1441–1478) или Палацо Пити (1458–1464). Ренесанса је започела у Италији, али се полако проширила на друге делове Европе.
Пошто је ренесансна уметност покушај оживљавања културе старог Рима, она користи прилично идентичне орнаменте као из античког периода. Међутим, пошто су већина, ако не и сви ресурси које су ренесансни уметници имали на располагању, били римски, ренесансна архитектура и примењена уметност широко користе одређене мотиве и орнаменте који су специфични за Стари Рим. Најпознатији је маргент, вертикални распоред цвећа, лишћа или висеће лозе, који се користи на пиластрима. Други орнамент повезан са ренесансом је округли медаљон, који садржи профил особе, сличан античким камејама.
Ренесанса, барок, рококо и други пост-средњовековни стилови користе путе (буцмасте бебе анђеле) много чешће у поређењу са грчко-римском уметношћу и архитектуром. Орнамент поново уведен током ренесансе, који је био староримског порекла, који ће се такође користити у каснијим стиловима, је картуша, овалног или дугуљастог дизајна са благо конвексном површином, обично оивичена украсним свицима.
- Архитектура барока, види још Барок
- Рококо

## Архитектура XIX века
- Историцизам у архитектури
  - Архитектура индустријске револуције
  - неороманика
  - неоготика
  - неоренесанса
  - необарок
  - Архитектура еклектицизма
  - Чикашка школа (архитектура)
- Архитектура сесесије, види још Сецесија
- Рондокубизам

### Неокласицизам
Неокласична архитектура се фокусирала на детаље старогрчке и римске, обичне, беле зидове и величину размера. У поређењу са претходним стиловима, бароком и рококоом, неокласични екстеријери су били више минималистички, са правим и угаоним линијама, али су и даље украшени. Чисте линије и осећај равнотеже и пропорције овог стила добро су функционисали за велике зграде (као што је Пантеон у Паризу) и за мање структуре (као што је Мали Тријанон).
Ископавања током 18. века у Помпејима и Херкулануму, затрпаним вулканским пепелом током ерупције Везува 79. године нове ере, инспирисала су повратак реду и рационалности, углавном захваљујући списима Јохана Јоахима Винкелмана. Средином 18. века, антика је прихваћена као стандард архитектуре, као никада раније. Неокласицизам је довео до истраживање самих основа архитектонске форме и значења. Педесетих година 17. века започео је савез између археолошког истраживања и архитектонске теорије, који ће се наставити иу 19. веку. Марк-Антоан Ложије је 1753. написао да „Архитектура дугује Грцима све што је савршено“.
Стил су усвојили прогресивни кругови у другим земљама као што су Шведска и Русија. Бројне неокласичне зграде (федералног стила) изграђене су у Северној Америци између оквирно 1780. и 1830. године, а посебно од 1785. до 1815. године.

## Архитектура XX и XXI века
- Модерна архитектура, види још Модернизам, Савремена уметност
  - Архитектура раног модернизма
    - Баухаус
    - Архитектура функционализма
    - Архитектура минимализма
    - Архитектура рационализма

  - Архитектура експресионизма
  - Конструктивистичка архитектура
  - Интернационални стил у архитектури
  - Архитектура брутализма
  - Структурализам у архитектури
  - Органска архитектура
  - Архитектура позног и критичког модренизма
  - Традиционалистичка архитектура ХХ века
- Постмодерна архитектура
  - Хај-тек архитектура
  - Архитектура деконструктивизма
  - Критички регионализам
  - Неомодернизам